# American Sound Studio
L'American Sound Studio est un studio d'enregistrement situé au 827 Thomas Street à Memphis, Tennessee. Plus  d'une centaine de chansons à succès y sont enregistrées depuis sa fondation en 1964 jusqu'à sa fermeture en 1972. La musique de ces hits est jouée par l'orchestre  maison "The Memphis Boys", aussi connu comme le "827 Thomas Street Band".
Parmi les artistes ayant enregistré à l'American Sound Studio, on compte Elvis Presley, Aretha Franklin, Neil Diamond, Dusty Springfield, B. J. Thomas, Petula Clark, Joe Tex, Roy Hamilton, Merrilee Rush et The Box Tops ; Bobby Womack, guitariste de session à l'American Sound Studio, y enregistre son premier tube classé dans les charts.

## Histoire
L'American Sound Studio est créé en 1967 dans le Nord de Memphis par les producteurs Chips Moman et Don Crews. Entre 1967 et 1971, environ 120 chansons à succès classées dans le top 100 du magazine Billboard y sont produites. A un certain moment, 25% du classement du Top 100 provenaient non seulement du même studio, mais étaient enregistrés par les mêmes musiciens accompagnant divers artistes. Il est à noter que les Memphis Boys sont responsables de 122 disques du Top 10, avec toujours la même section rythmique. Ils sont également connus sous le nom de « 827 Thomas Street Band » d'après l'adresse du studio,. L'American Sound Studio ferme en 1972, et le bâtiment est démoli en 1989. Un magasin Family Dollar est construit à sa place et une plaque commémorative indique l'emplacement du mythique studio.

### L'annexe: American Recording East
Un premier studio annexe est construit au 2272 Deadrick Avenue à Memphis. Baptisé « ONYX » en 1967, il est utilisé par les producteurs de plusieurs maisons de disques différentes. Il a Stan Kessler comme directeur général et Ronnie « Angel » Stoots des Mar-Keys. Le premier single est Mama / Merry Go Round, produit par Bobby Manuel. Dès la première année, le studio devient populaire auprès de Jerry Wexler et Tom Dowd d'Atlantic Records, ainsi que Dot Records/Paramount Records, etc. Le studio est conçu sur mesure avec ses chambres d'écho stéréo et son grand volume est bien adapté pour les plus grosses productions, comme les séances avec cuivres et orchestres, avec Glen Spreen comme arrangeur (Kentucky Rain d'Elvis Presley en est un exemple). Wayne Jackson y enregistre au sein des Memphis Horns ou sur l'emblématique partie de trompette sur Sweet Caroline de Neil Diamond, pour ne citer qu'eux. Le studio dispose d'un accès facile à l'Aéroport International de Memphis, et à la porte d'à côté se trouve le restaurant de John Grisanti, véritable monument à Memphis. En novembre 1968, Chips Moman et Don Crews achètent une pleine page de publicité dans le magazine Billboard pour annoncer l'acquisition et l'exploitation des deux studios. La demande à American Sound Studios étant en forte hausse, ils doivent faire appel à d'autres studios de Memphis, comme les Royal Studios (où est enregistré The Dark End of the Street), Sounds of Memphis et Ardent Studios. En 1972, Chips et Don prennent des dispositions pour leur séparation : Chips déménage à Nashville avec l'American Sound Studios et le North Studio sur Thomas Street est fermé, tandis que Don restaure ONYX sur Deadrick Avenue. Le label STAX ferme en 1975, et ONYX/American East ferme à son tour en 1978, quand Don Crews prend sa retraite de l'industrie du disque. ONYX devient la résidence des Bar-Kays de 1978 jusqu'en 1988. Puis le studio sur Deadrick suscite à nouveau l'attention en 1990 en tant qu'Easley McCain Studio. Beaucoup de majors ou d'indépendants y enregistrent des artistes tels qu'Alex Chilton, Tav Falco, Rufus Thomas, The White Stripes, Loretta Lynn, Wilco, et Jeff Buckley dans ces années-là, sous la direction des producteurs Doug Easley, Davis McCain et Stuart Sikes. Le studio cesse ses activités après un incendie dans la salle de contrôle en 2005.
Après le sinistre, la société de gestion immobilière décide de ne pas utiliser les indemnités de l'assurance pour la reconstruction. L'immeuble est vendu aux enchères par la compagnie d'assurance au Palais de justice du comté de Shelby avant d'être acheté par un promoteur privé. Celui-ci a d'autres plans pour la propriété. Mais après négociation, afin de protéger ce monument de Memphis, le promoteur décide de revendre. C'est Brad Dunn, le neveu de Donald « Duck » Dunn, qui reçoit en 2006 le pouvoir exclusif de faire campagne pour la réouverture du studio, qui ressemble au studio B de RCA à Nashville. Soutenu par son père Robert et son oncle pendant des années, il contacte Chips Moman et Don et Erick Crews afin que chacun puisse trouver un accord sur la préservation du nom et de l'histoire du studio. Un trust est mis en place par le nouveau propriétaire David Gicking pour préserver son avenir. La première phase des travaux est achevée en 2011, après une restauration minutieuse par David Gicking et de nombreux artisans.
Brad Dunn (producteur, ingénieur du son), Matt Martone et Gilbert (ingénieur) rouvrent le studio en 2011.
ARS est le seul endroit où demeure un héritage de l'American Sound Studios. Tant d'enregistrements sont réalisés à American North, et American East a aidé à mener à bien la plupart des productions des studios entre 68 et 72. Les deux étaient équipés avec des équipements similaires, ce qui permettait de transférer facilement les bandes de l'un à l'autre, et ils étaient en mesure de fonctionner 24 heures sur 24, 7 jours sur 7, pour répondre à la demande. Beaucoup plus de travail aurait pu être réalisé, comme Moman le confia au magazine Billboard. Chips appréciait aussi de travailler dans l'anonymat au cours de ces années et sa localisation dans l'est était pratique pour ça.
Maintenant que l'emplacement de Deadrick est restauré, il fait l'objet demande de reconnaissance en tant que monument historique. En 2017, il appartient toujours à David Gicking et son partenaire  conseil VIP B. Dunn. Aussi Erick Crews est un atout inestimable en tant que consultant sur l'histoire et les archives. American Sound Studios ou American North sur 827 Thomas Street a lui été démoli en 1989 pour cause de « renouvellement urbain ».

## Artistes enregistrés
En janvier 1969, Elvis Presley enregistre son dernier numéro 1 Suspicious Minds avec le producteur/ingénieur Chips Moman. A cette époque, American Sound Studio est à son apogée, au milieu d'une période de trois ans qui donnera plus de 100 albums à succès pour les artistes comprenant B. J. Thomas, Neil Diamond et Dusty Springfield.

### The Memphis Boys
The Memphis Boys, groupe maison de l'American Sound Studio, est composé de Gene Chrisman (batterie), Tommy Cogbill et Mike Leech (basse), Reggie Young (guitare), et les claviéristes Bobby Emmons et Bobby Wood. Ils apportent une polyvalence au studio, notamment pour I Gotcha de Joe Tex, Angel of the Morning de Merrilee Rush, Sweet Caroline de Neil Diamond, Cry Like a Baby des Box Tops, In the Ghetto d'Elvis Presley et Goodtime Charlie's Got the Blues de Danny O'Keefe. La basse de Tommy Cogbill s'entend dans le tube de Dusty Springfield Son of a Preacher Man. Le groupe est également présent dans Memphis Underground, le classique jazz-rock de 1969 du flûtiste Herbie Mann. En 2007, ils sont nommés dans le Musicians Hall of Fame and Museum à Nashville.

### Bobby Womack
Bobby Womack travaille aux studios comme producteur, et joue de la guitare sur les enregistrements de Joe Tex ou des Box Tops. Jusqu'à ce moment, vers 1967, il avait obtenu un succès d'estime en tant qu'artiste solo, mais à American, il commence à enregistrer une suite de singles à succès, parmi lesquels What Is This en 1968 (son premier tube classé), It's Gonna Rain et More Than I Can Stand. Au cours de cette période, il est reconnu comme auteur-compositeur, écrivant beaucoup de chansons pour Wilson Pickett, dont I'm in Love et I'm a Midnight Mover. Il applique aussi son jeu de guitare sur trois tubes d'Aretha Franklin à la fin des années 1960, notamment sur Lady Soul, où il joue sur le titre Chain of Fools. Parmi ses œuvres les plus connues en tant que musicien de session à partir de cette période, son apparition en tant que guitariste sur l'album There's a Riot Goin' On de Sly and the Family Stone en 1971 et sur Pearl de Janis Joplin, qui contient d'une chanson de Womack et du poète  Michael McClure intitulée Trust Me. En 1971, il place son morceau instrumental Breezin sur un album avec le guitariste de jazz Gábor Szabó, qui deviendra plus tard un hit pour George Benson.

### Elvis Presley
En janvier-février 1969, Elvis Presley enregistre un grand nombre de morceaux au cours de la période connue comme son come-back. Une des pistes notables, la première enregistrée, est In the Ghetto, inhabituelle dans le répertoire d'Elvis pour son commentaire social sur le cycle de la criminalité et de la pauvreté, suivie par Suspicious Minds, qui devient la pièce centrale de ses performances live cette même année. De fait, quatre singles issus de cette sessions sont classés dans les charts — Suspicious Minds, Don't Cry Daddy, In the Ghetto, et Kentucky Rain — ainsi que deux albums  sortis en 1969 acclamés par la critique, From Elvis in Memphis et la partie studio de From Memphis to Vegas/From Vegas to Memphis. Les arrangements et les cuivres sont enregistrés au studio American East. Chips Momen adoucit les pistes avec les enceintes d'écho stéréo du Deadrick American East. Plusieurs chansons inédites ressortent ensuite sur Back in Memphis. Des morceaux supplémentaires enregistrés au cours des sessions de 1969 continuent à apparaître au hasard sur divers albums d’Elvis jusqu’en 1972, notamment une reprise de Hey Jude des Beatles.

### B. J. Thomas
B. J. Thomas boucle la boucle. Le quintuple lauréat d'un Grammy Award s'est fait connaître au milieu des années 1960 avec des tubes faciles à écouter comme Raindrops Keep Fallin' on My Head enregistrés à l'American Sound Studio. La chanson écrite par Hal David et Burt Bacharach pour le film de 1969 Butch Cassidy et le Kid, remporte un Oscar de la Meilleure Chanson Originale. David et Bacharach remportent en plus celui de la Meilleure Musique Originale. La version par B. J. Thomas est numéro 1 dans le Billboard Hot 100 en janvier 1970 pendant quatre semaines. Il passe également sept semaines au sommet du classement Hot Adult Contemporary Tracks.
La chanson est enregistrée en sept prises, après que Bacharach ait exprimé son mécontentement envers les six premières.

### Dusty Springfield
Au milieu des années 1960, à la suite des changements soudains dans la musique pop, les chanteuses sont un peu passées de mode. Pour booster sa crédibilité en tant qu'artiste soul, Dusty Springfield se rend à Memphis, pour enregistrer un album pop et soul à l'American Sound Studio. Le disque Dusty in Memphis lui vaut une nomination pour le Grammy Award de la meilleure chanteuse pop en 1970 et reçoit le Grammy Hall of Fame Award en 2001. Les sondages internationaux des lecteurs et téléspectateurs répertorient ce disque parmi les cent meilleurs albums de tous les temps. La chanson phare de l'album Son of a Preacher Man est un top 10 international en 1969,.

### The Box Tops
The Tops Box enregistre The Letter de Wayne Carson Thompson. Bien que durant moins de deux minutes, c'est un succès international à la fin de 1967, atteignant la première position de Billboard et y demeurant pendant quatre semaines. Le disque, produit par Dan Penn, se vend à plus de quatre millions d'exemplaires et reçoit deux nominations aux Grammy Awards. Le single Cry Like a Baby est un hit majeur en 1968. Il est no 2 pop et est repris par des artistes tels que les Hacienda Brothers et Kim Carnes. Sur certains enregistrement instrumentaux, les membres du groupe sont remplacés par des musiciens de studio tels que Reggie Young, Tommy Cogbill, Gene Chrisman et Bobby Womack, ainsi que par Terry Chillian, futur producteur de Chilton à Ardent Studios, sur un certain nombre d'enregistrements, y compris leur premier hit The Letter, et sur tous les concerts.

### Neil Diamond
Sweet Caroline, enregistré à l'American Sound Studio, est le premier hit majeur de Neil Diamond en 1969 après une baisse d'activité. Wayne Jackson des Memphis Horns joue son célèbre air de trompette à l'annexe American Recording Studio, American East / ONYX.

### Joe Tex
Joe Tex enregistre son dernier hit majeur, I Gotcha, en 1971 à l'American Sound Studio. I Gotcha devait à l'origine être enregistré par King Floyd. Au lieu de cela, Tex lui passe devant et l'enregistre lui-même à la fin des années 1960, mais finit par ne pas le publier. Il décide de réenregistrer la chanson à la fin de 1971 chez American Sound Studio et la publie comme face B de A Mother's Prayer, le premier extrait de son album de 1972 intitulé également I Gotcha. Les DJ des radios décident de retourner le single et commencent à diffuser I Gotcha. Tex obtient ainsi son premier tube en cinq ans : I Gotcha est no 1 des charts rhythm and blues et no 2 pop, et se vend environ à trois millions d'exemplaires.